# Sphingosine
La sphingosine, également appelée sphingénine, est un aminodiol possédant une double liaison (éthylénique). Cet alcool gras possède dix-huit atomes de carbone, deux groupements hydroxyle –OH, un groupement amine –NH2. C'est sur sa fonction amine que viennent se fixer les acides gras via une liaison amide. Les groupements hydroxyle ont leurs propres substitutions.
La sphingosine est à la base de la structure des sphingolipides.

## Fonctions
La sphingosine peut être phosphorylée in vivo par deux kinases, la sphingosine kinase type 1 et la sphingosine kinase type 2, menant à la formation du sphingosine-1-phosphate, un puissant agent de signalisation lipidique.

## Synthèse
La synthèse de la sphingosine se fait à partir de la palmitoyl-CoA et de la sérine selon la réaction :